# Histoire amoureuse des Gaules
L’Histoire amoureuse des Gaules est un roman historique pamphlétaire satirique sur les mœurs de la cour de France du Grand Siècle, édité en version originale aux éditions à la croix de Malte en 1665. Il est écrit par le comte Roger de Bussy-Rabutin, général des armées royales du roi Louis XIV, courtisan de la cour de France, philosophe, écrivain épistolaire, pamphlétaire, satirique et libertin et membre de l'Académie française.

## Historique
À la suite d'une scandaleuse orgie de Pâques 1659 dans son château de Roissy, où il médit outrageusement et scandaleusement sur les mœurs de la cour, sur le jeune roi Louis XIV et sur la famille royale (décrite plus tard dans cette œuvre), il est condamné trois mois plus tard à un premier exil de la cour de France par le jeune roi, dans son château de Bussy-Rabutin de son domaine bourguignon familial.

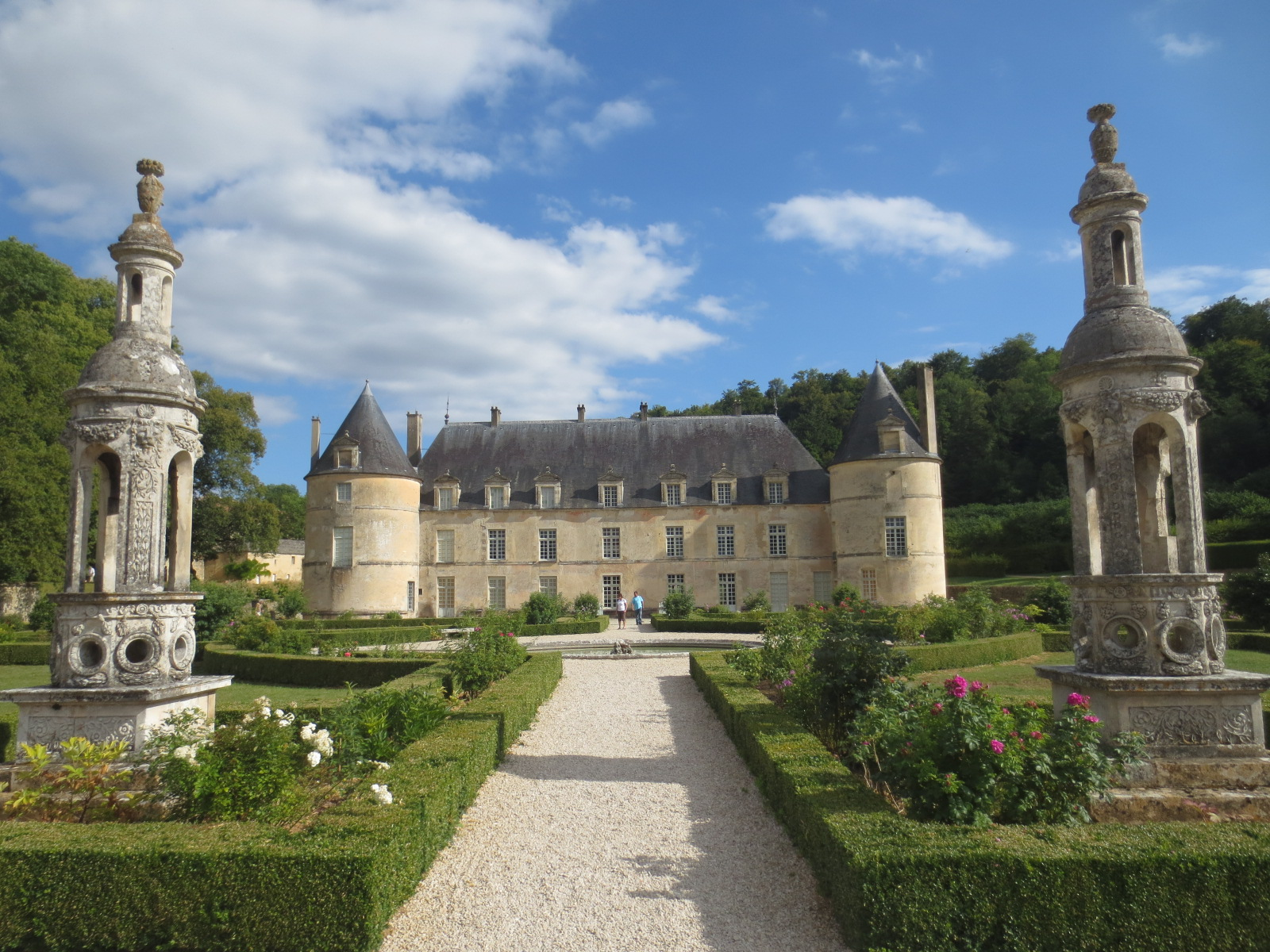
Château de Bussy-Rabutin du comte Roger de Bussy-Rabutin en Bourgogne.

En 1660, incorrigible, il écrit dans l'intimité de son exil, sans vouloir le publier, pour amuser, distraire et briller par ses talents de plume auprès de sa maîtresse, la marquise de Montglas, et de ses amis, ce pamphlet satirique et calomnieux. 

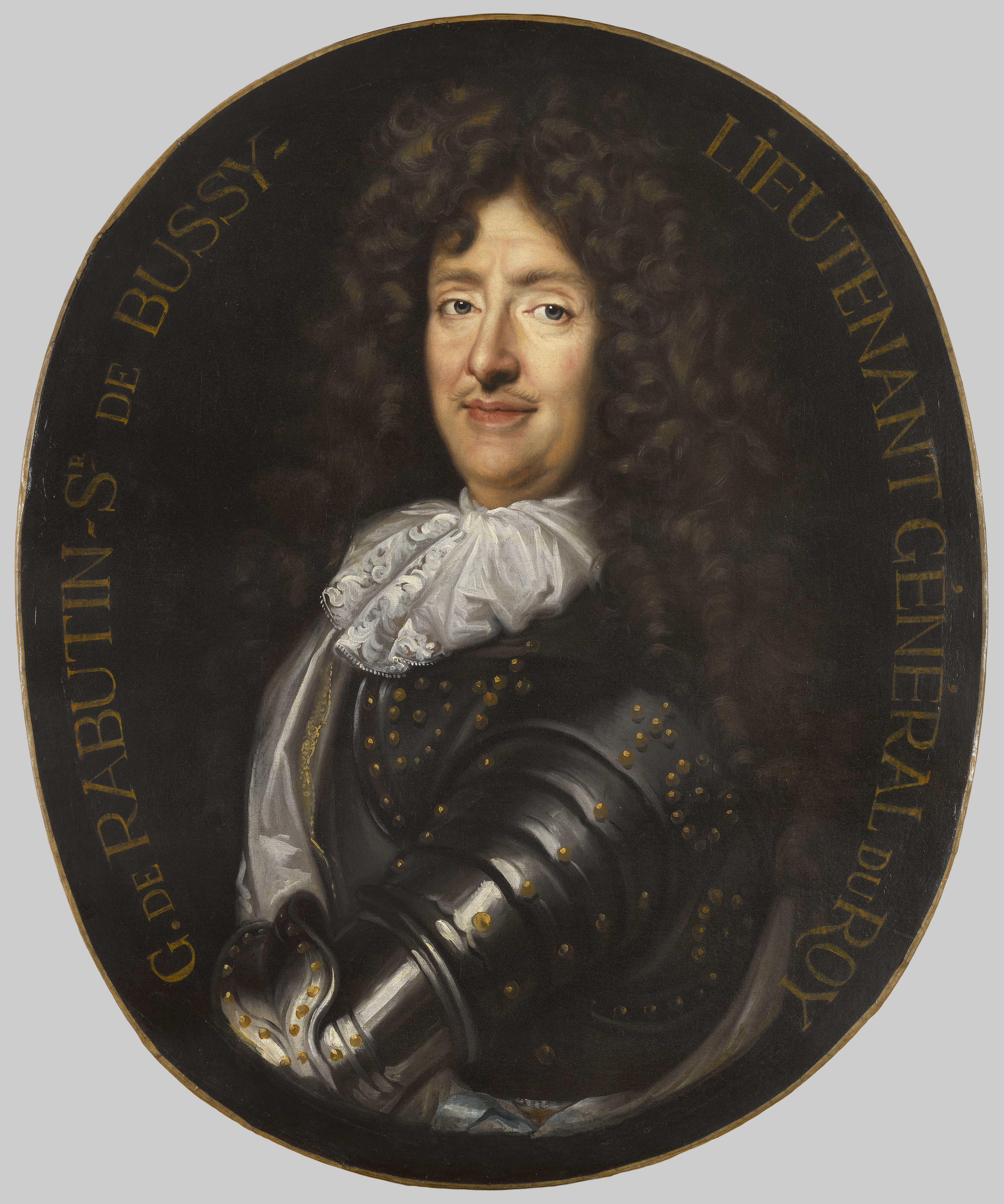
Portrait du comte Roger de Bussy-Rabutin (1618-1693) de son château de Bussy-Rabutin en Bourgogne.

Cette œuvre est une chronique sur les frasques et intrigues sous pseudonyme de quelques personnalités de la haute aristocratie française de la cour de France, dont les premiers amours du jeune roi Louis XIV et de Marie Mancini (nièce du cardinal premier ministre Jules Mazarin) qu'il tourne en ridicule, du prince Louis II de Bourbon-Condé (le Grand Condé), de la comtesse d’Olonne (histoire d'Ardélise), des duc et duchesse de Châtillon (histoire de Ginotic et Angélie), de l'orgie du château de Roissy, du portrait de sa cousine la marquise de Sévigné (Madame de Cheneville) avec qui il se brouille par cette œuvre, de son histoire avec sa maîtresse la marquise de Montglas (histoire de Bussy et de Bélise)…
L'intrigante marquise de la Baume avec qui il est brouillé fait alors secrètement copier l’œuvre, répandre les copies jusqu’à sa publication en avril 1665 à Liège, contre l'avis de l'auteur.
L’œuvre scandaleuse parvient à la cour et au jeune roi qui fait arrêter l'auteur en 1666, le destitue de toutes ses charges et le fait enfermer 13 mois à la Bastille (alors qu'il vient juste d'être élu en janvier 1665 à l'Académie française) avant de le renvoyer en exil et disgracier définitivement pour la seconde fois dans son château de Bussy-Rabutin en Bourgogne. Ce dernier y passe les vingt-sept dernières années de sa vie durant lesquelles il rédige ses mémoires et produit une très importante correspondance épistolaire avec ses amis et notamment avec sa cousine Madame de Sévigné (mère de Madame de Grignan).
L'ensemble de son œuvre littéraire ainsi que l'ensemble de près de 500 portraits décoratifs et commentés de membres importants de la noblesse française de son château de Bussy-Rabutin représentant une vaste fresque caustique de son époque, sont à ce jour un précieux témoignage historique de l'histoire de France du Grand Siècle du Louis XIV et de la cour de France au XVIIe siècle.